# Natural Bridges National Monument
Natural Bridges National Monument is een nationaal monument van de Verenigde Staten in het zuidoosten van de staat Utah, op de plaats waar de White Canyon en de Armstrong Canyon samenkomen. Het nationaal monument omvat de op een na grootste natuurlijke brug ter wereld, Sipapu Bridge. De twee andere natuurlijke bruggen of bogen in het park heten Kachina en Owachomo.
Nadat in het National Geographic Magazine in 1904 een stuk verschenen was over de natuurlijke bruggen, verklaarde president Theodore Roosevelt het gebied op 16 april 1908 een nationaal monument. Het was het eerste in de staat Utah. Gedurende decennia was Natural Bridges heel moeilijk te bereiken: reizigers waren drie dagen onderweg te paard. Pas na de uranium-boom in de jaren 50, die de aanleg van nieuwe wegen tot gevolg had, nam het aantal toeristen toe. De Utah State Route 95, tegenwoordig de primaire toegangsweg tot het park, dateert uit 1976.

## Fotogalerij

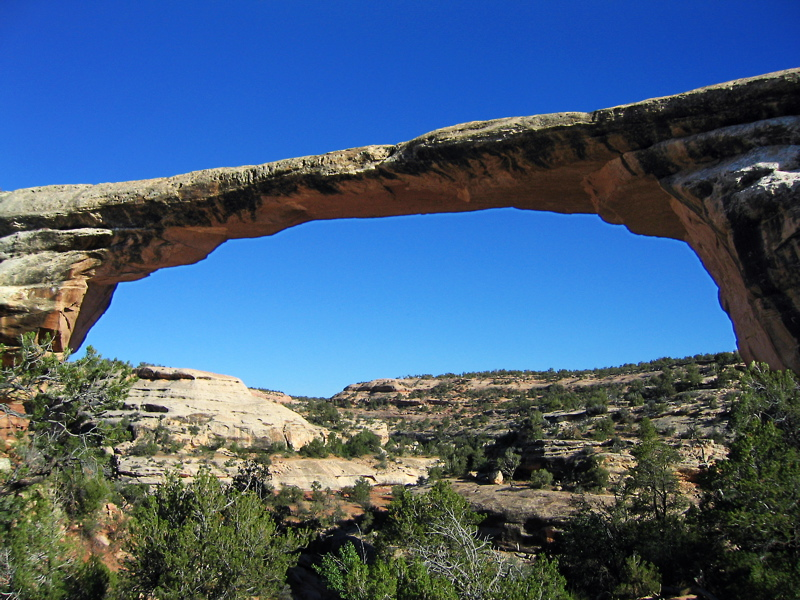
Owachomo Natural Bridge
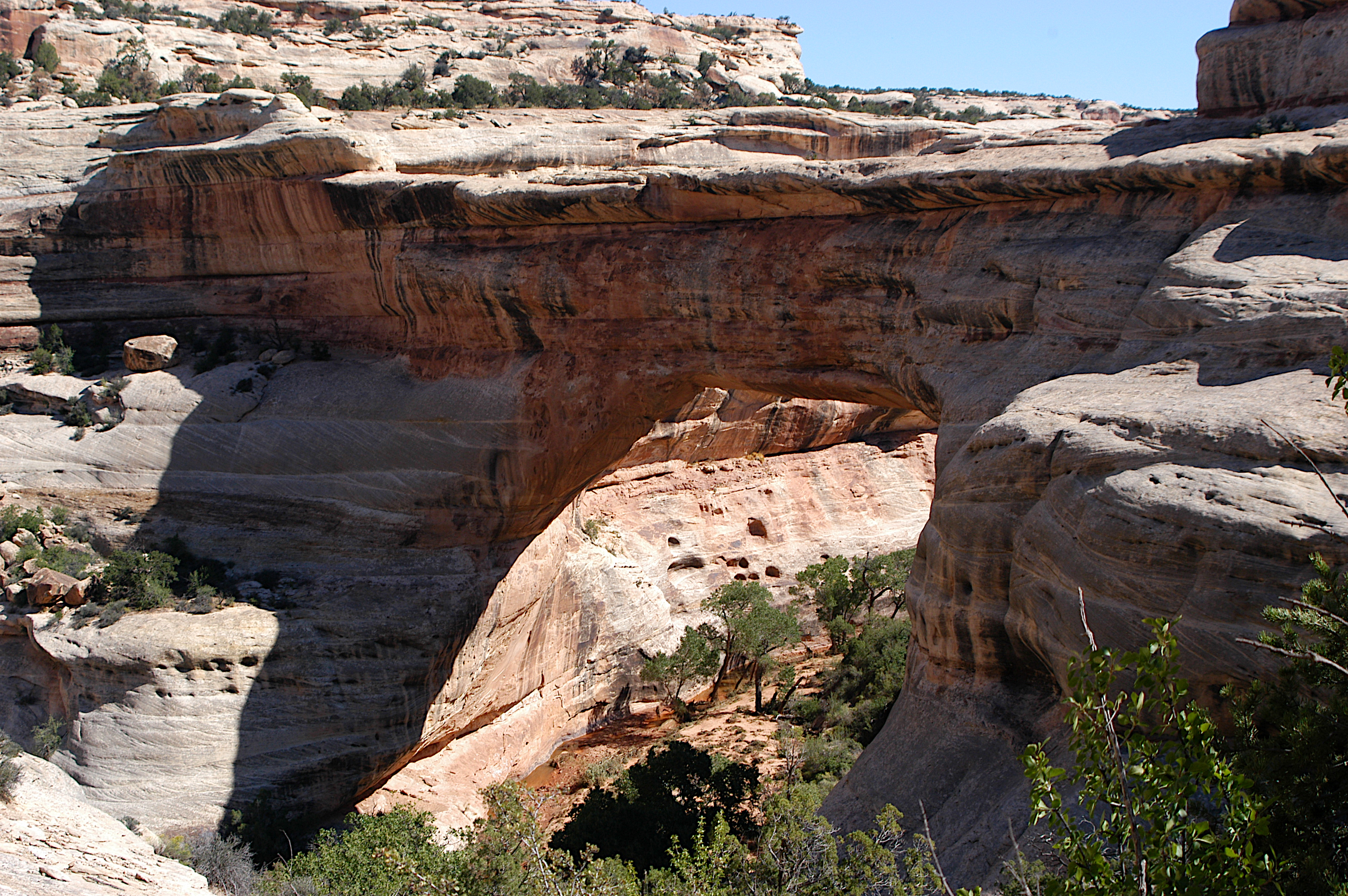
Sipapu Bridge